# BirdLife International
BirdLife International (раніше «Міжнародна рада збереження птахів» — англ. International Council for Bird Preservation) — міжнародна природоохоронна організація, що працює над збереженням птахів та їх природних середовищ. Відповідає за складання офіційного червоного списку птахів для МСОП.
Міжнародна федерація об'єднує партнерські організації, як-от:
- Королівське товариство охорони птахів (англ. Royal Society for the Protection of Birds, RSPB)
- «Гібралтарське орнітологічне та природознавське товариство» (the Gibraltar Ornithological & Natural History Society, GONHS)
- National Audubon Society (Національне товариство Одюбона)
- Bombay Natural History Society[en] (Бомбейське природознавче товариство)
- Birds Australia[en]
- Royal Forest and Bird Protection Society of New Zealand[en] (Королівське товариство охорони лісів і птахів Нової Зеландії)
- Malaysian Nature Society[en] (Малайзійське природне товариство)
- BirdWatch Ireland[en]

## Історія
«Міжнародну раду збереження птахів» заснували 1922 року Гілберт Пірсон (Gilbert Pearson) і Жан Теодор Делакур (Jean Theodore Delacour). Після Другої світової війни товариство фактично припинило роботу, але відновило її 1983 року. 1993 року назву змінили на сучасну.